# 利利安·图拉姆
利利安·图拉姆（1972年1月1日—），生于法国瓜德罗普海外省皮特尔角城，已退役的法國足球運動員，主要司職後衛，他是法國队1998年世界盃冠军队和2000年欧洲杯冠军队的成員之一。法國足球傳奇巨星之一。
圖拉姆兼具有出色體格、耐力、速度、彈跳力和截球技巧，巔峰時期是全球最出色的防守悍將之一。他的視野和無球跑動意識也不錯，所以即使他的運球能力不太突出，但也能出任邊後衛，主要是右路。

## 生平

### 職業生涯
圖拉姆出生於加勒比海法屬瓜德羅普群島，在1991年於法甲球會摩納哥出道。他於1996年加盟意甲球會帕爾瑪，與意大利後衛法比歐·卡纳瓦罗和門將布馮視為的防線三人組。圖拉姆在帕爾瑪期間，就曾為帕爾瑪贏得1999年的歐洲足協盃。隨後意甲豪門國際米蘭出手斟介杜林，但圖拉姆最後卻於2001年加盟尤文圖斯。
在尤文圖斯期間，圖拉姆成績比在帕爾馬時更佳，贏過數屆意甲聯賽冠軍。其間他也是與在帕爾馬時合作無間的卡納瓦羅和布馮一同贏得。不過及後意甲醜聞發生，尤文圖斯被意足總踢落至乙組，圖拉姆轉投西甲的巴塞隆納。

### 國家隊
圖拉姆是協助法國國家足球隊奪得1998年世界盃的成員之一，四強賽對戰最後的季軍隊克羅地亞時，他在下半場開場沒多久，便在防守時出現一個隱性的失誤：對方王牌前鋒蘇克是由兩名法國球員利札拉祖和德塞利負責看守，此時對方中場準備長傳，兩名法國守將決定抓住他還沒觸球的時間衝到蘇克的前方，想讓蘇克因越位問題而不能接應這次傳球，但此時圖拉姆在右側防守時站的位子特別後面，而且他一時沒有理解隊友們的意圖而站在原地，於是兩個法國人的舉動反而給了蘇克一個很大的空檔，後者便找到了一個從右側突破的機會並輕鬆得手，使克羅埃西亞以1比0首開得分。
但圖拉姆隨後戲劇化的連續打進兩球將功贖罪：第一球是他親自從博班腳下搶到球後傳給德約卡夫，德約卡夫接球推進並吸引兩名防守球員後，圖拉姆趁沒人注意時突然前插，接應德約卡夫的傳球後得手追平比分；更為經典的第二球，則是圖拉姆帶球推進後傳球給亨利，亨利在對方包夾下不慎掉球，圖拉姆跟對方球員雅爾尼推擠後憑著體格優勢在禁區左側頂角搶回球權，此時他沒有傳給已趁亂前插且空間很大的特雷澤蓋，而是選擇自己左腳奮力一擊，硬是將球轟進了反向的球門右側底角，以2-1逆轉超前。克羅埃西亞在傷停補時的最後一波進攻，西米奇想從左側長傳給反越位成功的弗拉奥维奇，被圖拉姆一記漂亮的滑壘攔截擋下，而在他立刻用力將球踢飛解圍時，完場哨音響起，宣告著法國殺入決賽，這也是他生涯在國家隊僅有的兩個進球。賽後，他獲選進入全明星隊並在賽事最佳球員評選上名列第三，兩年後更取得2000年歐洲國家盃冠軍。
他亦曾在2002年世界杯、1996及2004年歐洲國家盃上陣。本來他於2004年歐洲國家盃後退出國家隊，但2005年他又臨時復出，協助法國隊贏得2006年世界盃亞軍。

## 个人生活
图拉姆与第一任妻子桑德拉有两个儿子，马库斯（1997年8月6日出生）和基夫伦（2001年1月出生），都成为了职业足球运动员。
图拉姆得到了耐克的赞助，并出现在耐克的广告中。在2002年日韩世界杯前的耐克全球广告活动中，他出演了特里·吉列姆导演的 "秘密锦标赛 "广告，与亨利、罗纳尔多、埃德加·戴维斯、法比奥·卡纳瓦罗、托蒂、罗纳尔迪尼奥、路易斯·菲戈和中田英寿等足球运动员一起出现，埃里克·坎通纳担任锦标赛 "裁判长"。

## 政治参与
在他的足球生涯之外，图拉姆一直表现出对政治的参与，并经常发表反对种族主义的言论。因此，在2005年11月的法国骚乱期间，图拉姆对未来的总统、当时的内政部长尼古拉·萨科齐持反对立场。图拉姆反对时任部长对年轻人的口头攻击，他说尼古拉-萨科齐从未在 "班列"（法国城市周围的低收入住房地区）居住过。
2006年9月6日，图拉姆邀请80名被萨科齐从他们非法居住的公寓中驱逐出来的人观看法国和意大利的足球比赛，这引发了争议。他还参与了支持加泰罗尼亚北部地区的加泰罗尼亚语的运动。
2008年，图拉姆创建了利利安·图拉姆基金会，进行反种族主义教育。2010年，他成为联合国儿童基金会的大使。
2011年11月，图拉姆在国家凯布朗利博物馆策划了一个名为 "人类动物园：野蛮人的发明"的展览。追溯了使用殖民主题作为动物园和畸形秀展品的做法。展览的材料从1550年在鲁昂为法国国王亨利二世皇室入口举行的巴西图皮南巴“野蛮人”游行，到1958年在布鲁塞尔展出的最后一次刚果村民“活体奇观”。
2013年1月，图拉姆参加了让-马克·埃罗政府同性婚姻合法化计划的支持者在巴黎的游行。他曾解释说，他支持同性婚姻是为了平等权利（将剥夺同性恋者的平等权利与剥夺妇女和黑人在早期历史时期的平等权利相提并论），也是为了法国的世俗原则，拒绝反对公证婚姻的宗教论据。他还表示支持同性伴侣收养儿童的权利。

## 轶事
图拉姆曾出现在著名日本动画《足球小将》中，乃意甲首轮帕尔马客场挑战尤文图斯，担当帕尔马主力中卫的图拉姆成功冻结了尤文前锋日向小次郎（动画主角之一），使后者开场仅31分钟便因表现糟糕而被换下场，不过图拉姆也付出了肌肉拉伤休战一周的代价。